# Josef Allerberger
Josef "Sepp" Allerberger (26. září 1924 – 2. března 2010) byl druhý nejlepší odstřelovač německé armády, který v letech 1943–1945 prokazatelně zabil 257 nepřátelských vojáků a více než 100 dalších není potvrzeno.
Dle německé doktríny se nezapočítávaly zásahy dosažené během útoku nebo obraně při pozičním boji, dále na potvrzení zásahu bylo třeba svědka a to bylo spojeno se závistí; mnozí důstojníci záviděli odstřelovačům jejich úspěchy a slávu, jiným, kteří byli plní vojenského idealismu, pokládali i vlastní odstřelovače za vrahy a potvrzení jim nedávali a zejména dělostřelečtí pozorovatelé, protože odstřelovači jim často kradli jejich kvalitnější vybavení (kabáty, celty, ...), takže reálný počet skutečně zabitých bývá někdy až dvojnásobný.

## Život
Jeho otec byl truhlářský mistr a veterán 1.světové války. Josef Allerberger se vyučil truhlářem jako jeho otec s tím, že jednou převezme otcův podnik. Dobrovolně se přihlásil k Wehrmachtu. V 18 letech v únoru 1943 byl povolán k horským myslivcům do Kufsteinu.
Po šesti měsících výcviku, v červenci 1943 se stal Josef Allerberger obsluhou kulometu MG 42 u 144. pluku horských myslivců pod velením plukovníka Friedricha Friedmanna, 3. divize horských myslivců pod velením generálporučíka Hanse Kreysinga, 30. armádního sboru pod velením generála Maximiliana Frettera-Pica, 1. tankové armády pod velením generálplukovníka Eberharda von Mackensena, Skupiny armád Jih pod velením polního maršála Ericha von Mansteina.

## Válka
Při prvním bojové zkušenosti ve strži Redkina (červenec 1943) došlo Seppovi (přezdívka Josefa Allerbergera), že kulometčík je vždy prvním padlým v bitvě, protože kulomet je vždy zaměřován minomety, dělostřelectvem a odstřelovači. Toho se velice obával, neboť jeho střelec kulometu byl hned zabit v prvním boji. Při bitvě o Stavropol roku 1943 byl Sepp zraněn do ruky a byl odvelen na čtrnáctidenní rekonvalescenci u plukovního zbrojmistra, kde třídil ukořištěné ruské zbraně. Zde našel zabavenou sovětskou pušku Mosin-Nagant vzor 1891/30 s 3,5násobným zaměřovačem PU a začal s ní trénovat. Dokázal bez větších potíží trefit krabičku sirek na 100 metrů a bednu munice 30x30 cm na 300 metrů. Jeho motivace byla se s touto puškou naučit zacházet, protože odstřelovač přežije déle než střelec kulometu. U jeho pluku žádný odstřelovači v té době nebyli a jeho velící tuto iniciativu přivítal. V srpnu nadešla jeho první odstřelovačská zkouška ohněm, boj se sovětským odstřelovačem. V prvních chvílích se ho zmocnila nervozita, že se chystá úmyslně ukončit něčí život, ale zmáčkl spoušť a zasáhl. Sověti se z okolí stáhli, když viděli, že jejich odstřelovač byl zabit. Při zkontrolování těla se Sepp pozvracel a jeho přátelé mu sdělili, že to je normální. Jeho protivníkem byl totiž 16letý kluk, kterého trefil přímo do pravého oka na skoro 100 metrů při střelbě přes otevřené hledí. V ten den zasáhl ještě dva sovětské vojáky. Svoje "skóre" si zapisoval zářezy na pažbu pušky. Před návratem do Německa jich měl 27.
Na konci května 1944 byl poslán do odstřelovačské školy Seetaleralpe, blízko města Judenburg v Rakousku, kde byl po 4týdenním výcviku druhým nejlepším odstřelovačem z kurzu. Vyzkoušel pušku Kar98k a Gewehr G 43. Před odjezdem odevzdal svůj Mosin-Nagant svému kamarádovi, protože si ji nemohl vzít s sebou. Po návratu se dozvěděl, že jeho kamarád zemřel krátce po jeho odchodu, během jednoho ústupu ho Rusové obklíčili, on se vzdal a byl zmasakrován tak, že mu sovětští vojáci rozřízli břicho, vyndali vnitřnosti, uřízli genitálie, které mu vložili do úst a pušku mu vrazili do análního otvoru hlavní napřed až po optiku (cca 70 cm) – kvůli tomu, že našli na pušce zářezy o zabitých sovětech. V tu chvíli si uvědomil, že to je velice špatný zlozvyk a číslo svého "skóre" si od té doby pamatoval.[zdroj?]
Zúčastnil se bojů v ústupových bojů v Sovětském svazu, v Rumunsku, kde zažil rumunskou zradu (Rumunsko přešlo na stranu Spojenců a německá vojska na rumunském území byla v chaosu), také se zúčastnil bojů v Maďarsku, Polsku a Československu a byl svědkem nespočtu hrůz války; následků řádění SS, znásilňování žen ruskými vojáky, kanibalismu a dalších. Byl svědkem toho, jak v maďarském Nyíregyháze byla asi 40letá žena místního hostinského osmnáctkrát znásilněna sovětskými vojáky sestupně podle hodnosti a po tomto hodinu trvajícím zvěrstvu byla nakonec zavražděna mimořádně krutým způsobem. Světlicí, vstřelenou do jejího těla skrz pochvu do dělohy. Její muž byl celou dobu přítomen a sledoval to, přivázaný k pouliční lampě. Poté, co myslivci vzali tyto vojáky ztečí a osvobodili hostinského, ten v záchvatu šílenství a agónie, naprosto vzteky bez sebe vběhl do své hospody, opět vyšel, a se sekerou v ruce jednoho z trýznitelů své ženy, který ještě žil, na místě rozsekal.
U města Bielitz (dnes Bielsko-Biala) získal Rytířský kříž. Když skončila válka, byl nedaleko Olomouce v Protektorátu, ale snažil se s přáteli utéct zpátky domů do Rakouska, neboť sovětští vojáci posílali německé zajatce do pracovních táborů (podobnému osudu se nevyhnul jeho přítel a spolubojovník od 144. pluku Mätthaus Hetzenauer, který v zajetí strávil 5 let v pracovním táboře na Sibiři).
5. června 1945, skoro měsíc po konci války, kdy se vyhnul sovětskému zajetí i Američanům předávajícím Němce Rusům a českým povstalcům, úspěšně došel domů.

### Taktika, vybavení, postupy
Během necelých dvou let na frontě si Allerberger stejně jako mnoho jiných německých odstřelovačů musel vytvořit vlastní vybavení a postupy, které vycházeli z frontové zkušenosti, protože odstřelovačskou školu absolvoval až po necelém roce stráveném na frontě, kdy už zaznamenal 27 zásahů a sám během odstřelovačského výcviku nabízel vlastní osvědčené rady a poznatky instruktorům. Allerberger si vytvořil vlastní maskovací kryt pomocí kostry deštníku, do jehož ramen vplétal vegetaci, takže byl výborně krytý a střílel mezerou mezi rameny. Nebo při několika příležitostech použil osvědčený odstřelovačský trik z 1. světové války, falešné hlavy. Ten například uplatnil, když zjistil, že se před ním ukrývá celá rota odstřelovačů schovaných ve větvích stromů. Pomocí falešných hlav odhaloval jejich pozici a za pomocí kulometných družstev, maskovacího deštníku a přesunů kryl svou pozici a přítomnost. Taktika fungovala tak úžasně, že se mu za celé odpoledne podařilo dosáhnout 18 zásahů, aniž by prozradil svou pozici. Po prozkoumání situace se zjistilo, že na ně střílely ženy-odstřelovačky. Jako svůj maskovací převlečník používal maskovací celtu vyrobenou u plukovního krejčího, kterou si přehodil přes polní uniformu a lehký maskovací oděv do sněhu. Byla lehká, nepromokavá, neprofoukla, nebránila v pohybu, dala se snadno složit a nezabírala tolik místa. To samé oděv do sněhu z bavlny, snadno se složil, málo vážil, nebránil v pohybu a když byl vlhký, dal se snadno usušit.
Ke svým prvním 27 potvrzeným zásahům používal ukořistěnou ruskou odstřelovací pušku Mosin-Nagant vzor 1891/30 se zaměřovačem PU s 3,5x zvětšením, s níž dosáhl nejdelšího zásahu (odhadem na 600 metrů), ale zpravidla střílel na vzdálenost menší než 200 metrů.
Po absolvování odstřelovačského výcviku obdržel německou odstřelovací pušku Mauser Kar98k s se zaměřovačem Dialytan od firmy Hensoldt s 4× zvětšením na otočné montáži od firmy Mauser. Během války měl ještě možnost krátkodobě používat Gewehr G 43 se zaměřovačem ZF 4 s 4× zvětšením, ale naprostou většinu svých zásahů provedl puškou Mauser.
Allerberger si na útočné vlny rudoarmějců vytvořil vlastní taktiku. Když se ruské řady rozrostly do přibližně 3 až 4 vln, začal nejdřív odstřelovat poslední dvě nejčastěji střelbou do břicha, která způsobovala velkou bolest a hlasitý křik. Když první dvě vlny znepokojila skutečnost, že je poslední dvě už nepodporují, začal útok váznout a v tom okamžiku začal střílet na přední řady s co možná největším podílem okamžitě smrtících zásahů (do hlavy a do hrudi). Při takovýchto příležitostech běžně dosahoval během pár minut kolem 20 zásahů, které se ale oficiálně nezapočítaly.
Albrecht Wacker si nechal Seppův příběh vyprávět a napsal knihu s názvem: Na mušce lovce, která popisuje Seppovu cestu do armády až cestu domů.